# Konstsim vid världsmästerskapen i simsport 2024 – Herrarnas tekniska soloprogram
Herrarnas tekniska soloprogram i konstsim vid världsmästerskapen i simsport 2024 avgjordes mellan den 2 och 5 februari 2024 i Aspire Dome i Doha i Qatar.
Kinesiske Yang Shuncheng tog guld, italienske Giorgio Minisini tog silver och colombianske Gustavo Sánchez tog brons.

## Resultat
Kvalet startade den 2 februari klockan 12:15. Finalen startade den 5 februari klockan 20:00.
Grön bakgrund betyder att konstsimmaren gick vidare till finalen
| Placering | Simmare                 | Nationalitet | Kval     | Kval      | Final            | Final            |
| Placering | Simmare                 | Nationalitet | Poäng    | Placering | Poäng            | Placering        |
| --------- | ----------------------- | ------------ | -------- | --------- | ---------------- | ---------------- |
| 1         | Yang Shuncheng          | Kina         | 242,4367 | 1         | 246,4766         | 1                |
| 2         | Giorgio Minisini        | Italien      | 218,0966 | 4         | 245,3166         | 2                |
| 3         | Gustavo Sánchez         | Colombia     | 228,9966 | 2         | 231,0000         | 3                |
| 4         | Dennis González         | Spanien      | 228,7550 | 3         | 227,6000         | 4                |
| 5         | Diego Villalobos        | Mexiko       | 210,7850 | 6         | 221,5433         | 5                |
| 6         | Eduard Kim              | Kazakstan    | 214,4384 | 5         | 215,9483         | 6                |
| 7         | Kenneth Gaudet          | USA          | 180,8534 | 10        | 215,4533         | 7                |
| 8         | Nicolás Campos          | Chile        | 204,1083 | 7         | 203,8483         | 8                |
| 9         | Kantinan Adisaisiributr | Thailand     | 177,3216 | 11        | 188,7716         | 9                |
| 10        | David Martinez          | Sverige      | 181,1451 | 9         | 187,2700         | 10               |
| 11        | Bernardo Santos         | Brasilien    | 182,6351 | 8         | 177,2900         | 11               |
| 12        | Renaud Barral           | Belgien      | 167,4516 | 12        | 166,4566         | 12               |
| 13        | Andy Ávila              | Kuba         | 141,9067 | 13        | Gick inte vidare | Gick inte vidare |
| 14        | Dimitar Isaev           | Bulgarien    | 121,4600 | 14        | Gick inte vidare | Gick inte vidare |